# Daniel Fuchs (scénariste)
Pour les articles homonymes, voir Daniel Fuchs et Fuchs.
Daniel Fuchs, né le 25 juin 1909 à New York dans l’état de New York et décédé le 26 juillet 1993 à Los Angeles en Californie, est un écrivain et scénariste américain. Il est notamment l'auteur de plusieurs scénarios de films noirs écrits de la fin des années 1940 au milieu des années 1950 et a reçu l'Oscar de la meilleure histoire originale en 1956 avec le film Les Pièges de la passion (Love Me or Leave Me) de Charles Vidor.

## Biographie
D'origine juive, il grandit dans le quartier de Williamsburg dans l'arrondissement de Brooklyn à New York. Il suit les cours de l'Eastern District High School (en).
Devenu enseignant, il publie en 1934 un premier roman, Summer in Williamsburg, qui parle de la vie des juifs dans son quartier de naissance. Ce titre est suivi par Homage to Blenholt en 1936, toujours sur le même sujet, et Low Company en 1937, un roman consacré aux différentes ethnies vivants dans le quartier de Brighton Beach. Il publie également des nouvelles qu'il vend à des magazines comme The New Yorker et The Saturday Evening Post.
Après la publication de Low Company, il obtient un contrat avec la société Warner Bros. et s'installe à Los Angeles en Californie afin de travailler pour l'industrie du cinéma. Il continue à écrire des nouvelles pour des magazines comme Harper's Bazaar ou Collier's Weekly et doit attendre 1939 pour obtenir son premier crédit dans un film. Sa nouvelle Crazy Over Pigeons publié dans le magazine Collier's Weekly est adaptée par les scénaristes Bert Granet et George Jeske et Leslie Goodwins réalise le film The Day the Bookies Wept avec Joe Penner et Betty Grable.
Dans les années 1940, Fuchs travaille à Hollywood comme scénariste, seul ou à plusieurs sur des sujets personnels ou sur des idées extérieures. Il collabore avec Abem Finkel et Bertram Millhauser (en) à l'écriture du film noir Le Caïd (The Big Shot) de Lewis Seiler. Avec Peter Viertel, il écrit le scénario du drame musical La Manière forte (The Hard Way) de Vincent Sherman.
Non crédité pour son travail sur le film de guerre Intrigues en Orient (Background to Danger) de Raoul Walsh, il écrit seul le scénario d'un autre film de guerre, Between Two Worlds d'Edward A. Blatt, en se basant sur la pièce en trois actes Au grand large (Outward Bound) du dramaturge britannique Sutton Vane.
Après la Seconde Guerre mondiale, il signe les scénarios de plusieurs films noirs de qualité. Il utilise d'abord en 1947 son propre roman Low Company pour réaliser le scénario d'Un gangster pas comme les autres (The Gangster) de Gordon Wiles. Il s'inspire ensuite du roman Hollow Triumph de l'écrivain Murray Forbes pour signer celui du film Le Balafré (Hollow Triumph) de Steve Sekely et utilise une œuvre de Don Tracy pour écrire Pour toi j'ai tué (Criss Cross) de Robert Siodmak en 1949, travail qui lui vaut une nomination au prix Edgar-Allan-Poe du meilleur scénario en 1950. Il se base sur une histoire d'Edna et Edward Anhalt pour livrer avec Richard Murphy celui de Panique dans la rue (Panic in the streets) tourné par Elia Kazan en 1950. Sa collaboration avec Richard Brooks donne naissance à Storm Warning de Stuart Heisler. Avec William Sackheim, il écrit Dans les bas-fonds de Chicago (The Human Jungle) pour Joseph M. Newman en 1954
En 1955, il collabore avec Isobel Lennart pour écrire l'histoire et le scénario du drame biographique musical Les Pièges de la passion (Love Me or Leave Me) de Charles Vidor. Ce film raconte l'histoire romancée de la chanteuse de jazz Ruth Etting. Pour ce travail, Fuchs remporte l'Oscar de la meilleure histoire originale et un Writers Guild of America Awards en 1956.
Fuchs écrit en 1957 l'histoire originale d'un autre film biographique, Un seul amour (Jeanne Eagels) de George Sidney consacré à l'actrice Jeanne Eagels. Il collabore avec John Fante et Sonya Levien sur ce film. Il participe ensuite à l'écriture à plusieurs mains du drame Les Amants de Salzbourg (Interlude) de Douglas Sirk d'après le roman Sérénade (Serenade) de James M. Cain.
Il se retire de l'industrie du cinéma à la fin des années 1950 et revient à l'écriture. Il publie un autre roman et signe des nouvelles, des documentaires et des essais pour la presse.
Il décède en 1993 à Los Angeles en Californie à l'âge de 84 ans.
En 1996, Steven Soderbergh réalise le film policier À fleur de peau (Underneath), remake de Pour toi j'ai tué (Criss Cross) de Robert Siodmak. Il crédite Fuchs comme co-scénariste sur ce film.
En 2005, Black Sparrow Books publie aux États-Unis The Golden West: Hollywood Stories, un ouvrage comprenant des essais et des histoires de Fuchs sur Hollywood.

## Filmographie

### Comme scénariste

#### Au cinéma
- 1939 : The Day the Bookies Wept de Leslie Goodwins
- 1942 : Le Caïd (The Big Shot) de Lewis Seiler
- 1943 : La Manière forte (The Hard Way) de Vincent Sherman
- 1943 : Intrigues en Orient (Background to Danger) de Raoul Walsh (non-crédité)
- 1943 : Between Two Worlds d'Edward A. Blatt
- 1947 : Un gangster pas comme les autres (The Gangster) de Gordon Wiles
- 1948 : Le Balafré (Hollow Triumph) de Steve Sekely
- 1949 : Pour toi j'ai tué (Criss Cross) de Robert Siodmak
- 1950 : Panique dans la rue (Panic in the streets) d'Elia Kazan
- 1951 : Storm Warning de Stuart Heisler
- 1953 : Taxi de Gregory Ratoff
- 1954 : Dans les bas-fonds de Chicago (The Human Jungle) de Joseph M. Newman
- 1955 : Les Pièges de la passion (Love Me or Leave Me) de Charles Vidor
- 1957 : Un seul amour (Jeanne Eagels) de George Sidney
- 1957 : Les Amants de Salzbourg (Interlude) de Douglas Sirk
- 1958 : Libre comme le vent (Saddle the Wind) de Robert Parrish (non-crédité)
- 1995 : À fleur de peau (Underneath) de Steven Soderbergh

#### À la télévision

##### Séries télévisées
- 1954 : The Philco Television Playhouse, un épisode
- 1955 - 1957 : Lux Video Theatre, deux épisodes

### Romans
- Summer in Williamsburg (1934)
- Homage to Blenholt (1936)
- Low Company (1937)
- West of Rockies (1971)

### Recueil de nouvelle
- The Apathetic Bookie of Joint (1979)

## Prix et distinctions
- Pour le film Les Pièges de la passion (Love Me or Leave Me) de Charles Vidor :
  - Oscar de la meilleure histoire originale en 1956,
  - Nomination à l'Oscar du meilleur scénario adapté en 1956,
  - Writers Guild of America Awards du meilleur film musical américain 1956.

- Pour le film Pour toi j'ai tué (Criss Cross) de Robert Siodmak :
  - Nomination au Prix Edgar-Allan-Poe du meilleur scénario en 1950.

## Sources
- (en) Daniel Fuchs et Christopher Carduff, The Golden West : Hollywood Stories, Jaffrey, Black Sparrow Books, 2005, 260 p. (ISBN 978-1-57423-209-7, lire en ligne), p. 257-258.
- (en) Marcelline Krafchick, World Without Heroes : The Brooklyn Novels of Daniel Fuchs, Cranbury, Fairleigh Dickinson University Pres, 1988, 126 p. (ISBN 978-0-8386-3312-0, lire en ligne), p. 11-16.